# 3-Demon
3-Demon (també conegut com a Monster Maze) és un videojoc d'ordinador de 1983 per a MS-DOS d'estil de línies de dibuix basat en el Pac-Man.

## Jugabilitat
El jugador passeja per un laberint en wire-frame (línies de dibuix) en 3-D en perspectiva en primera persona, menjant grànuls i evitant els fantasmes vermells. Menjar un grànul d'energia converteix els fantasmes en verds i permet al jugador la possibilitat de menjar-los per punts addicionals. La dificultat augmenta per a cada nivell completat. A diferència de Pac-Man, el jugador no està obligat a menjar tots els grànuls, però s'obté un percentatge creixent per a cada nivell completat. El jugador pot guanyar punts extra degut al consum de grànuls addicionals sobre els requisits del nivell i saltar al següent nivell en qualsevol punt (que es pot utilitzar per evitar els fantasmes quan està atrapat), que s'avança automàticament després de menjar tots els grànuls del nivell. La música va ser feta per Scott Joplin.